# Comuna Kraiivșciîna, Volodarsk-Volînskîi
Kraiivșciîna (în ucraineană Краївщинська сільська рада) este o comună în raionul Volodarsk-Volînskîi, regiunea Jîtomîr, Ucraina, formată din satele Iablunivka, Ivanivka, Kraiivșciîna (reședința), Omelivka și Șadura.

## Demografie
Componența lingvistică a satului Kraiivșciîna
     Ucraineană (99,31%)
     Alte limbi (0,69%)
Conform recensământului din 2001, majoritatea populației satului Kraiivșciîna era vorbitoare de ucraineană (99,31%), existând în minoritate și vorbitori de alte limbi.